# هشت کتاب
هشت کتاب نام مجموعه اشعار سهراب سپهری است.

## فهرست اشعار
هشت کتاب، چنان‌که از نامش برمی‌آید، شامل هشت دفتر شعر (کتاب) است:
1. مرگ رنگ
2. زندگی خواب‌ها
3. آوار آفتاب
4. شرق اندوه
5. صدای پای آب
6. مسافر
7. حجم سبز
8. ما هیچ ما نگاه